# МТФ № 1 колхоза имени Ленина (посёлок)
МТФ № 1 колхо́за им. Ле́нина — посёлок в Белореченском районе Краснодарского края России.
Входит в состав Родниковского сельского поселения.

## География
Посёлок находится на правом берегу реки Псенафа, около автотрассы Усть-Лабинск — Майкоп, на расстоянии 3,5 км к северу от города Белореченск, административного центра района.

## История
Посёлок был зарегистрирован 15 ноября 1977 года решением Краснодарского крайисполкома.

## Население
| 2002 | 2010 |
| ---- | ---- |
| 141  | ↘130 |